# Том-Грин (округ)
Округ Том-Грин (англ. Tom Green) — округ штата Техас Соединённых Штатов Америки. На 2000 год в нём проживало 104 010 человек. По оценке бюро переписи населения США в 2009 году население округа составляло 108 378 человек. Окружным центром является город Сан-Анджело.

## История
Округ Том-Грин был сформирован в 1874 году. Он был назван в честь Томаса Грина, генерала конфедератов.

## География
По данным бюро переписи населения США площадь округа Том-Грин составляет 3990 км², из которых 3942 км² — суша, а 48 км² — водная поверхность (1,2 %).

### Основные шоссе
- Шоссе 67
- Шоссе 87
- Шоссе 277
- Автострада 208

### Соседние округа
- Кок  (север)
- Раннелс  (северо-восток)
- Кончо  (восток)
- Шлайкер  (юг)
- Ирион  (запад)
- Рейган  (запад)
- Стерлинг  (северо-запад)